# Seki Kōwa
Seki Kōwa, ou Seki Takakazu (関孝和, né entre 1640 et 1645 à Fujioka ou Edo, décédé le 24 octobre 1708 à Edo) est un mathématicien japonais. Appartenant à la classe guerrière, il a occupé plusieurs fonctions, commençant par être membre des gardes du Domaine de Kōfu en 1665, jusqu'à être appointé par son maître, le Shogun Tokugawa Ienobu (1662–1712) comme administrateur des finances du Château d'Edo en 1703, et enseignait les mathématiques sur son temps libre à quelques élèves choisis.
Alors que le Japon était coupé de l'Occident depuis quelques décennies, il établit un certain nombre de résultats de première importance, qui sont découverts à peu près simultanément par ses contemporains européens, notamment Gottfried Wilhelm Leibniz. Les deux savants introduisent ainsi les prémisses de la théorie des déterminants. Seki obtient des résultats plus forts que ceux de Leibniz puisqu'il donne une formule valable pour des déterminants de taille 3 et 4. Il a l'idée de la notion plus générale de déterminant, mais formule une règle des signes incorrecte pour leur calcul.
Seki effectue également des calculs de rectification du cercle ; on lui doit une valeur de pi exacte jusqu'à la dixième décimale. Pour cela, il invente la méthode d'accélération de convergence appelée Delta-2 et attribuée à Alexander Aitken qui l'a redécouverte en 1926 et popularisée.
Il a également travaillé sur les sommes de puissances et a découvert, à peu près au même moment et indépendamment de Jacques Bernoulli en Europe, les nombres dits de Bernoulli, découverte publiée à titre posthume dans son ouvrage Katsuyō Sanpō en 1712.
On attribue traditionnellement à Seki de nombreux résultats. Cependant, son école ayant une certaine tradition de secret, il est difficile d'identifier le découvreur exact de chaque résultat.